# Melampophylax melampus
Melampophylax melampus là một loài Trichoptera trong họ Limnephilidae. Chúng phân bố ở miền Cổ bắc.